# Око водопад
Око водопад (大川の滝 Ōko-no-taki) је водопад у вароши Јакушима, Префектура Кагошима, Јапан, на реци Окава.
То је један од водопада у публикацији "Јапанских топ 100 водопада", објављеној од стране јапанског Министарства за заштиту животне средине 1990. године.
Око водопад се налази у близини пута Кагошима префектуре 78, релативно близу обале.